# HMS Falken (S02)

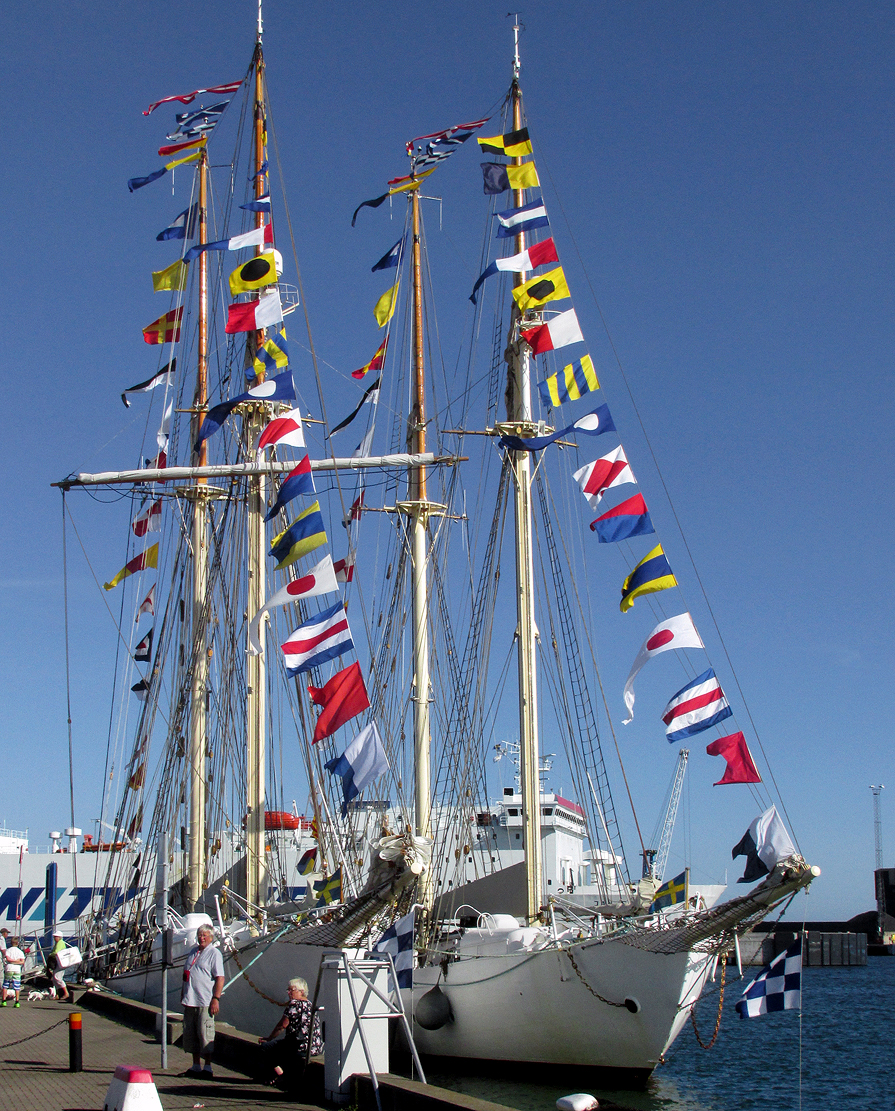
Gladan och Falken med hissade signalflaggor på besök i Ystad 5 augusti 2015.

HMS Falken (S02) är ett av svenska marinens segel/övningsfartyg sedan 1947. Fartyget ingår i Skonertdivisionen tillsammans med HMS Gladan (S01). Ritningarna gjordes av dåvarande marindirektören Tore Herlin. Riksdagen beviljade 1,5 miljoner kronor för ändamålet. Falken är målad med röd bottenfärg som sträcker sig ca 20 cm ovanför vattenlinjen. Varje år utbildas nya sjömän, gymnasieelever och kadetter på Falken och Gladan.

## Segel
- Jagare: 41 m²
- Klyvare: 51 m²
- Stagfock: 44 m²
- Bredfock: 97 m²
- Skonertsegel (Gaffelfock): 103 m²
- Förtopp: 39 m²
- Fisherman (Storstängstag): 100 m²
- Storsegel: 163 m²
- Stortopp: 42 m²

Totala segelytan är således 680 m², emellertid används fisherman och bredfocken endast vid sällsynta förhållanden, varpå normal segelarea kan sägas vara 483 m². 
Utöver den vanliga segelsättningen så kan vissa segel revas, topparna kan tas ner och dessutom kan flera av seglen bytas ut mot stormsegel med väsentligt mindre area. På skonerterna halsas toppseglen om vid alla vändningar, vilket annars är ganska sällsynt på skonarsegling i modern tid. Detta är troligen för att det är relativt arbetsamt och kräver toppgastar vid salningen (18 meter upp i masten) för att genomföra manövern.

## Rigg och rundhult
- Löpande tacklingens längd (90 halande parter): ca 5200 m
- Tacklingens totala längd: ca 7200 m
- Antal block: ca 230 st

Undermaster och bogspröt är tillverkade av stål och permanent infästa i skrovet.
Stormastens höjd är 23,2 meter.
Fockmastens höjd är 22,4 meter. 
. 
Rundhulten är av limmad furu och längderna är:
- Stagfockebom: ca 8,8 m
- Förtoppstång: 12,4 m
- Bredfockerå: 11,6 m
- Skonertgaffel: 8 m
- Skonertbom: 9 m
- Stortoppstång: 13,8 m
- Storgaffel: 10 m
- Storbom: 15 m

- Stortoppens höjd över kvl: 31,4 m

- Bogankare: 350 kg (ett på vardera bog)

## Historik
Segelutbildning på särskilda skolfartyg har bedrivits inom svenska flottan sedan 1796 (HMS Diana) och har sedan dess pågått oavbrutet. Den här historien tar sin början i mitten av 1900-talet.
Chefen för Marinen gav 1943 marinstaben ett uppdrag att inkomma med: ”typförslag och ungefärlig kostnadsberäkning för byggandet av ett skonerttacklat skolskepp med plats för omkring 40 elever. Vid typvalet bör strävan att göra fartyget särskilt välseglande stå tillbaka för önskan att riggen ger besättningen möjlighet till arbete såväl på däck som till väders”(Hämtat ur boken ”Marinens Skonerter”). Uppgiften kom att utföras av dåvarande marindirektören Tore Herlin, som bland annat var ansvarig för ritningarna till landskapsjagarna HMS Öland och HMS Uppland, sjödugliga, effektiva och vackra stridsfartyg, som väckte uppmärksamhet. Även som segelbåtskonstruktör var Tore Herlin mycket känd och uppskattad i civila kretsar.
I ett brev den 12 januari 1946 beslöt konungen, att två skonerter av den typ Tore Herlin ritat skulle byggas som ersättning för de då i tjänst varande fullriggarna HMS Jarramas och HMS Najaden.
Namnen till skonerterna har en lång historia:
Namnet Falken har gamla anor inom Svenska flottan. Redan på Gustaf Wasas tid fanns fartyg med namnen  Vita Falken, Calmare Falken och Finska Falken. 1631 sjösattes ett 20 kanoners skepp med namnet Falken. Detta förliste 1651 men efterträdaren kom året därpå och hade 32 kanoner. På Karl XI:s tid bars namnet av ett 26-kanoners skepp med 120 mans besättning. Hon sjösattes 1689.
Skeppsgossebriggen Falken byggdes år 1877 på Karlskronas Örlogsvarv. Hon strandade i bränningarna vid Svanesund (Orust) 1918 och många trodde hon var förlorad. Hon räddades dock och seglade i skeppsgosseavdelningen fram till 1939. Hon såldes till en privatperson 1943 och vidare till en tysk 1947. Med 21 personer ombord, flera svenskar, men de allra flesta var flyktingar från de Baltiska staterna och Tyskland lämnade Falken Sverige i december samma år. Efter en strapatsrik resa kom fartyget till Buenos Aries(Argentina) i juli 1948. Därefter ändrades hon om till lastfartyg. Den 9 maj 1967 förliste hon i Valparaisos hamn (Chile)